# الدوري التونسي لكرة اليد 1964–65
الدوري التونسي لكرة اليد 1964-1965 هو الدورة 10 من الدوري التونسي لكرة اليد للرجال. شارك فيها 12 فريقا.

فاز بهذا الموسم النادي الإفريقي، وجاء ثانيا الترجي الرياضي التونسي.

## روابط خارجية
- الموقع الرسمي للجامعة التونسية لكرة اليد.